# Кадыров, Вахид Кадырович
Вахид Кадырович Кадыров — советский хозяйственный, государственный и политический деятель.

## Биография
Родился в 1913 году. Член КПСС.
С 1935 года — на хозяйственной, общественной и политической работе. В 1935—1984 гг. — инженер-технолог «Чирчикстроя», стажер, начальник смены азотно-тукового завода города Горловки, начальник отделения опытного цеха, старший инженер Чирчикского электрохимкомбината, директор Чирчикского химико-механического техникума,
младший научный сотрудник института химии Академии наук Узбекской ССР, начальник смены, начальник отделения очистки аммиачного производства, начальник производственно-технического отдела, главный инженер, директор Чирчикского электрохимического комбината, директор ПО «Электрохимпром» в Чирчике.
Избирался депутатом Верховного Совета Узбекской ССР 7-го, 8-го, 9-го и 10-го созывов.
Делегат XXIII съезда КПСС.
Умер после 1990 года.